# Герой наших снов
«Герой наших снов» (англ. Dream Scenario) — американский художественный фильм 2023 года режиссёра Кристоффера Боргли. Главные роли в фильме исполнили Николас Кейдж, Майкл Сера, Джулианна Николсон и Тим Медоуз.
Премьера фильма состоялась 9 сентября 2023 на Международном кинофестивале в Торонто. Фильм получил преимущественно положительные отзывы критиков.

## Сюжет
Неуклюжий профессор, который так и не смог добиться успеха, в одночасье становится знаменитостью, появившись во снах каждого.

## В ролях
- Николас Кейдж[6] — профессор Пол Мэтьюс
- Майкл Сера — Трент
- Джулианна Николсон — Джанет Мэтьюс
- Тим Медоуз — Бретт, декан колледжа
- Кейт Берлант — Мэри
- Дилан Бейкер — Ричард
- Дилан Гелула — Молли
- Лили Берд — Софи Мэтьюс
- Джессика Клемент — Ханна Мэтьюс

## Производство и премьера
В августе 2022 года компания A24 объявила о начале работы над фильмом «Сценарий мечты», сценаристом и режиссёром которого стал Кристоффер Боргли. В актёрский состав фильма вошли Николас Кейдж, Джулианна Николсон, Майкл Сера, Тим Мидоус, Кейт Берлант, Дилан Бейкер и Дилан Гелула. Продюсерами фильма стали Ари Астер и Ларс Кнудсен из кинокомпании Square Peg, а также Джейкоб Яффке и Тайлер Кампеллоне.
Съёмки начались в Торонто в октябре 2022 года и завершились в ноябре того же года.
Премьера фильма состоялась 9 сентября 2023 года в качестве фильма открытия программы Platform Prize на Международном кинофестивале в Торонто. Ограниченный прокат в США начался 10 ноября 2023 года, а широкий прокат — 22 ноября.

## Восприятие
Николас Кейдж был номинирован на премию «Золотой глобус» в категории «Лучшая мужская роль — комедия или мюзикл».
Кайл Смит в рецензии для The Wall Street Journal назвал фильм «смелым заявлением, которое обязательно прославит Боргли». Питер Брэдшоу в своей рецензии на фильм в The Guardian назвал его «очень приятным» и «умным фильмом о жутком опыте славы». Питер Дебрюге из Variety отметил, что «Боргли снимает сны не иначе, чем моменты бодрствования, создавая своего рода игру ума для зрителей, которые в любой момент должны определить, реальна ли данная сцена или вымышлена».
Жаннетт Катсулис в рецензии для The New York Times пишет, что фильм «часто смешной и сюрреалистичный», но отметила, что у Боргли «больше идей, чем пространства для их воплощения», что приводит к третьему акту, который кажется «перегруженным и нерешительным в отношении того, где он хочет оказаться в конце». Катсулис также написал, что эротическая сцена между Полом и Молли «может вызвать у вас желание выколоть себе глаза».

## Награды и номинации
| Премия           | Категория                                | Номинант      | Результат |
| ---------------- | ---------------------------------------- | ------------- | --------- |
| «Золотой глобус» | Лучшая мужская роль — комедия или мюзикл | Николас Кейдж | Номинация |
| «Сатурн»         | Лучший независимый фильм                 |               | Номинация |
| «Сатурн»         | Лучшая мужская роль                      | Николас Кейдж | Победа    |
| «Спутник»        | Лучшая фильм — комедия или мюзикл        |               | Номинация |
| «Спутник»        | Лучшая мужская роль — комедия или мюзикл | Николас Кейдж | Номинация |